# Washington Navy Yard

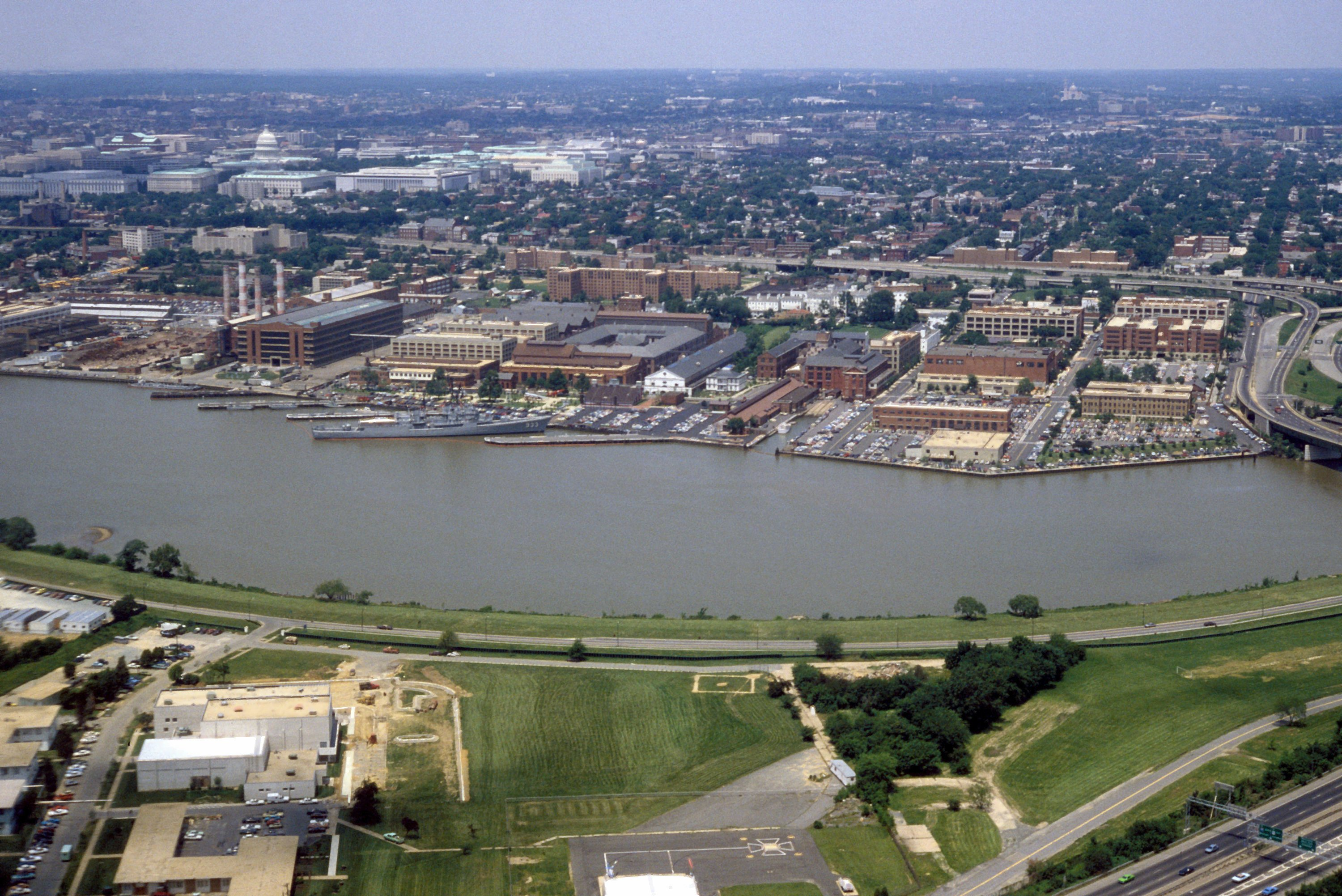
Vista della base navale Washington Navy Yard, 1985

Il Washington Navy Yard (WNY) è l'ex cantiere navale e deposito armamentario della Marina Militare degli Stati Uniti nel sud-est di Washington, D.C. È la più antica struttura della Marina Militare americana.
Il cantiere navale attualmente è utilizzato come centro cerimoniale e amministrativo per la Marina degli Stati Uniti, sede del capo delle operazioni navali, ed è il quartiere generale del Comando del Sistema Navale Marittimo, Reattori Navali, Comando Ingegneristico dei Complessi Navali, Comando del Patrimonio e della Storia Nautica, il Museo Nazionale della Marina degli Stati Uniti, Corpi Generali Giudiziari della Marina Militare americana, Istituto del Corpo della Marina, la Banda della Marina Militare e altre strutture riservate.
Nel 1998, il cantiere è stato inserito come sito Superfund a causa della contaminazione ambientale.

## Storia
La storia del cantiere navale può essere suddivisa in storia militare e storia culturale e scientifica.

### Impiego Militare
Il terreno fu acquistato in base ad un atto del Congresso il 23 luglio 1799. Il Washington Navy Yard fu fondato il 2 ottobre 1799, data in cui la proprietà fu trasferita alla Marina. È la più antica struttura della Marina Militare americana. Il cantiere navale fu costruito sotto la direzione di Benjamin Stoddert, il primo Segretario della Marina, sotto la supervisione del primo comandante del cantiere, il commodoro Thomas Tingey, che servì in tale veste per 29 anni.
I confini originali che furono stabiliti nel 1800, lungo la 9th e M Street SE, sono ancora contrassegnati da un muro di mattoni bianchi che circonda il cantiere sui lati nord ed est. L'anno successivo furono acquistati altri due lotti. La parete nord del cantiere fu costruita nel 1809 insieme a un corpo di guardia, ora conosciuta come Latrobe Gate. Dopo l’incendio di Washington nel 1814, Tingey raccomandò che l'altezza del muro orientale fosse aumentata a 3 metri a causa dell'incendio e del successivo saccheggio.
Il confine meridionale del cantiere venne formato dal fiume Anacostia (allora chiamato il "Ramo orientale" del fiume Potomac). Il lato ovest era palude non bonificata. Il terreno situato lungo l'Anacostia venne amplificata prendendo parte della discarica nel corso degli anni, quando fu necessario aumentare le dimensioni del cantiere.
Fin dai suoi primi anni, il cantiere navale di Washington divenne la più grande struttura nautica di costruzione e di allestimento navale, con 22 navi costruite, che vanno da piccole cannoniere da 70 piedi (21 m) alla fregata a vapore USS Minnesota. La USS Constitution giunse al cantiere nel 1812 per essere ricostituita e preparata per l'azione di combattimento.

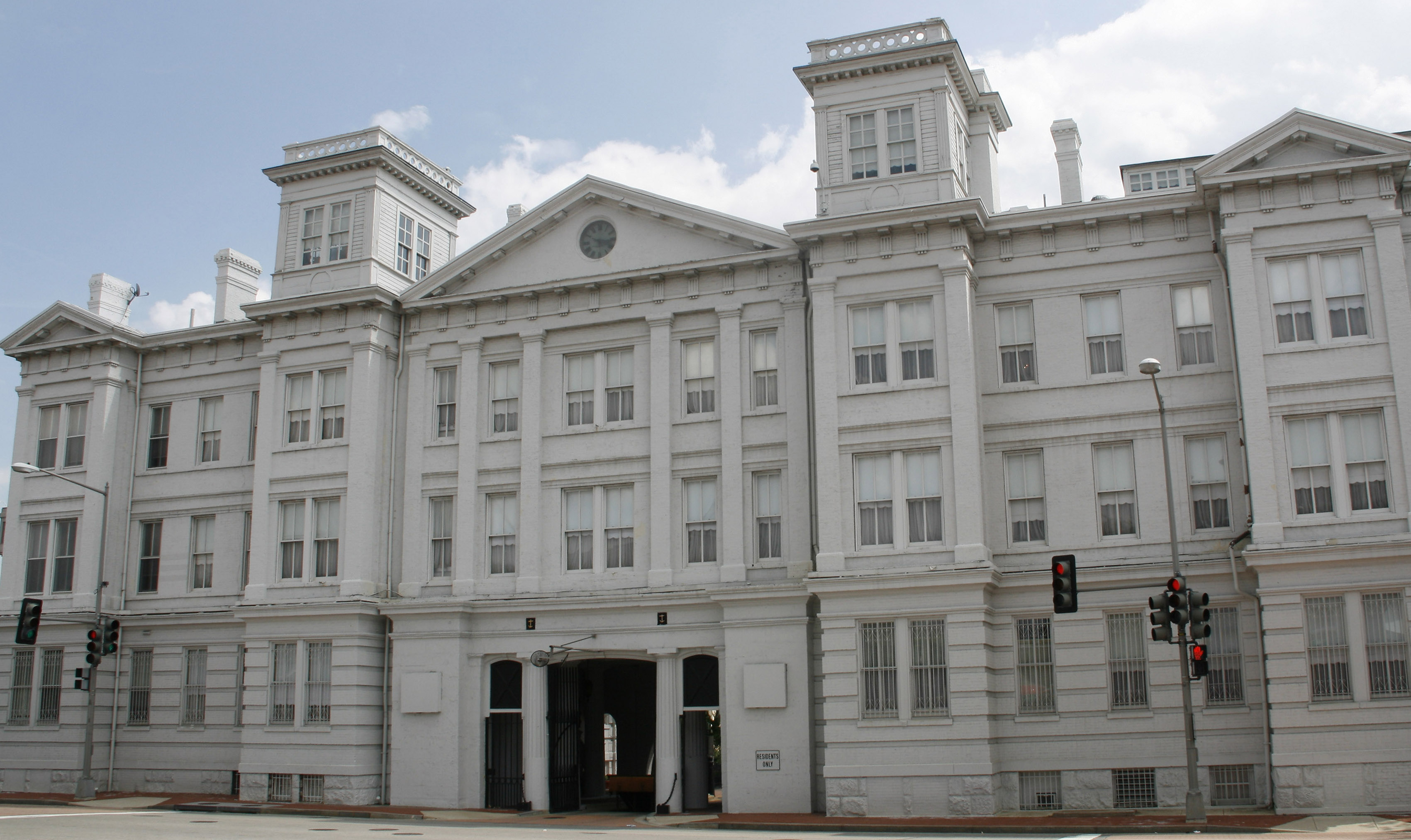
Latrobe Gate, l'ingresso cerimoniale al cantiere navale.

Durante la guerra del 1812, il cantiere navale fu importante non solo come struttura di supporto, ma anche come collegamento strategico indispensabile nella difesa della capitale. I marinai del cantiere navale facevano parte dell'esercito americano assemblato velocemente il quale, a Bladensburg, nel Maryland, si oppose alle forze britanniche marciando su Washington.
Una compagnia indipendente di fucilieri volontari di lavoratori civili nel cantiere navale di Washington fu organizzata dall'architetto nautico statunitense William Doughty (1773–1859) nel 1813 e si esercitavano regolarmente dopo l’orario di lavoro. Nel 1814, i volontari del capitano Doughty furono designati come fucilieri navali e assegnati a servire sotto il comando generale del maggiore Robert Brent del 2º reggimento del Distretto della milizia di Columbia,  che fu il primo sindaco di Washington, D.C. Alla fine di agosto fu ordinato loro di riunirsi a Bladensburg, nel Maryland, per formare la prima linea di difesa nella protezione della capitale degli Stati Uniti e insieme alla maggior parte delle forze americane fu ordinato di ritirarsi. La Chesapeake Bay Flotilla di Joshua Barney si unì alle forze combinate dei marinai del cantiere navale e dei marines americani della vicina caserma di Washington, e furono posizionati per essere la terza e ultima linea delle difese americane. Insieme, usavano efficacemente l'artiglieria devastante e combattevano corpo a corpo con spade e bastoni contro i soldati regolari britannici prima di essere sopraffatti. Un fabbro civile della marina, Benjamin King (1764–1840), combatté a Bladensburg. King accompagnò l’esercito del capitano Miller in battaglia e utilizzò una pistola non funzionante che fu fondamentale durante l’azione. Il capitano Miller ricordò che la pistola di King uccise sedici nemici.

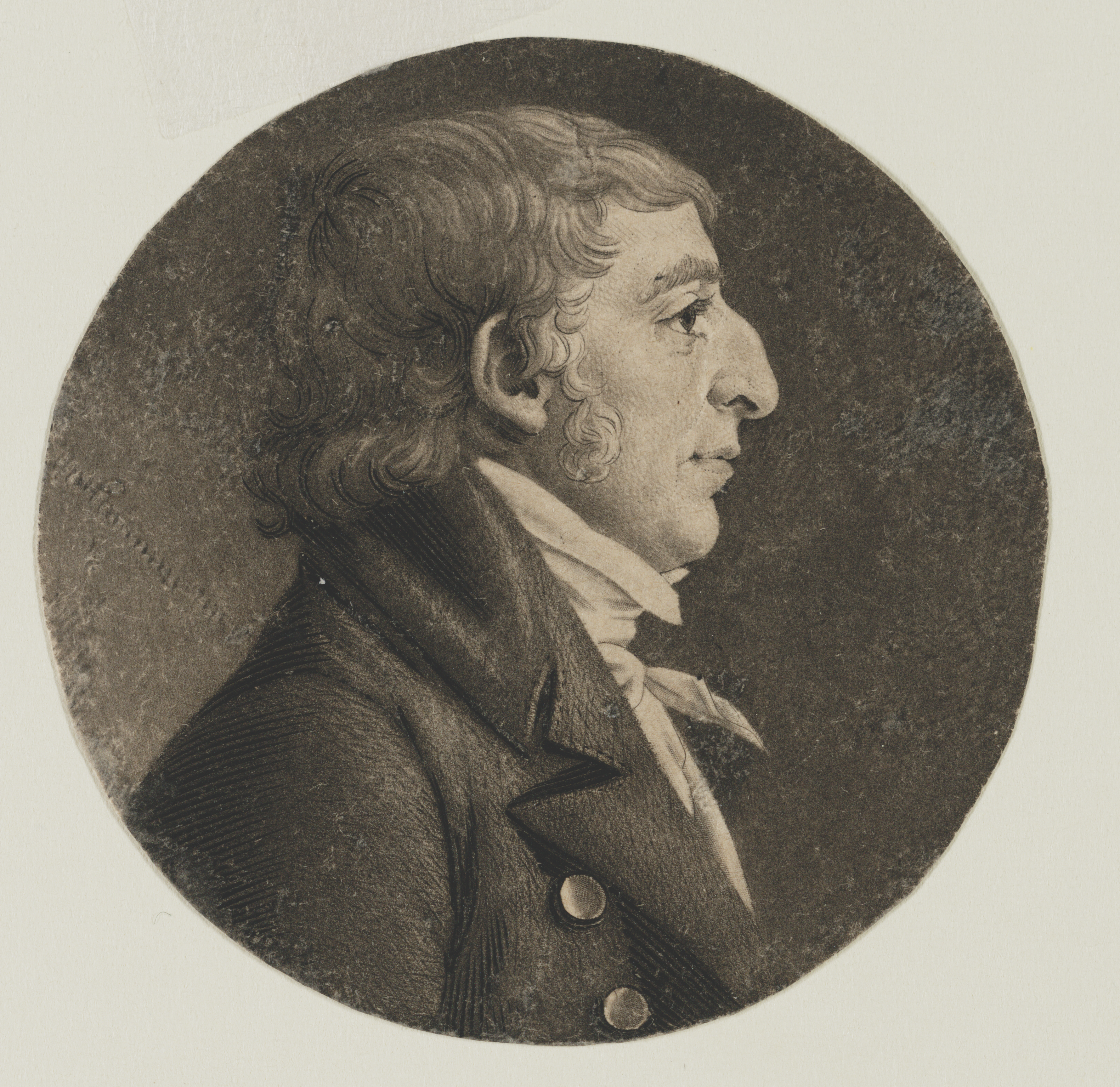
Benjamin King (1764 -1840), maestro fabbro del cantiere navale che ha combattuto a Bladensburg.

Mentre gli inglesi marciavano su Washington, il mantenimento del cantiere navale divenne impossibile. Tingey, vedendo il fumo del Campidoglio in fiamme, ordinò di bruciare il cantiere per impedirne la cattura da parte del nemico. Entrambe le strutture sono ora elencate individualmente nel Registro Nazionale dei Luoghi Storici. Il 30 agosto 1814, Mary Stockton Hunter, testimone oculare della vasta conflagrazione, scrisse a sua sorella: "Nessuna penna può descrivere il suono spaventoso che le nostre orecchie udirono e i nostri occhi videro. Potemmo osservare tutto dalla parte superiore della nostra casa chiaramente come se fossimo stati nel cantiere. Tutti i vascelli di guerra in fiamme, l'immensa quantità di legname secco, insieme con le case e negozi in fiamme produssero una luminosità quasi meridiana. Non hai mai visto un salotto così brillantemente illuminato come tutta la città lo era quella notte”.

### Impiego civile
Sin dal principio il cantiere navale aveva uno dei più grandi organici della città, con un numero crescente di operai, meccanici ed appaltatori civili al passare delle stagioni e con l'appropriazione navale da parte del Congresso.

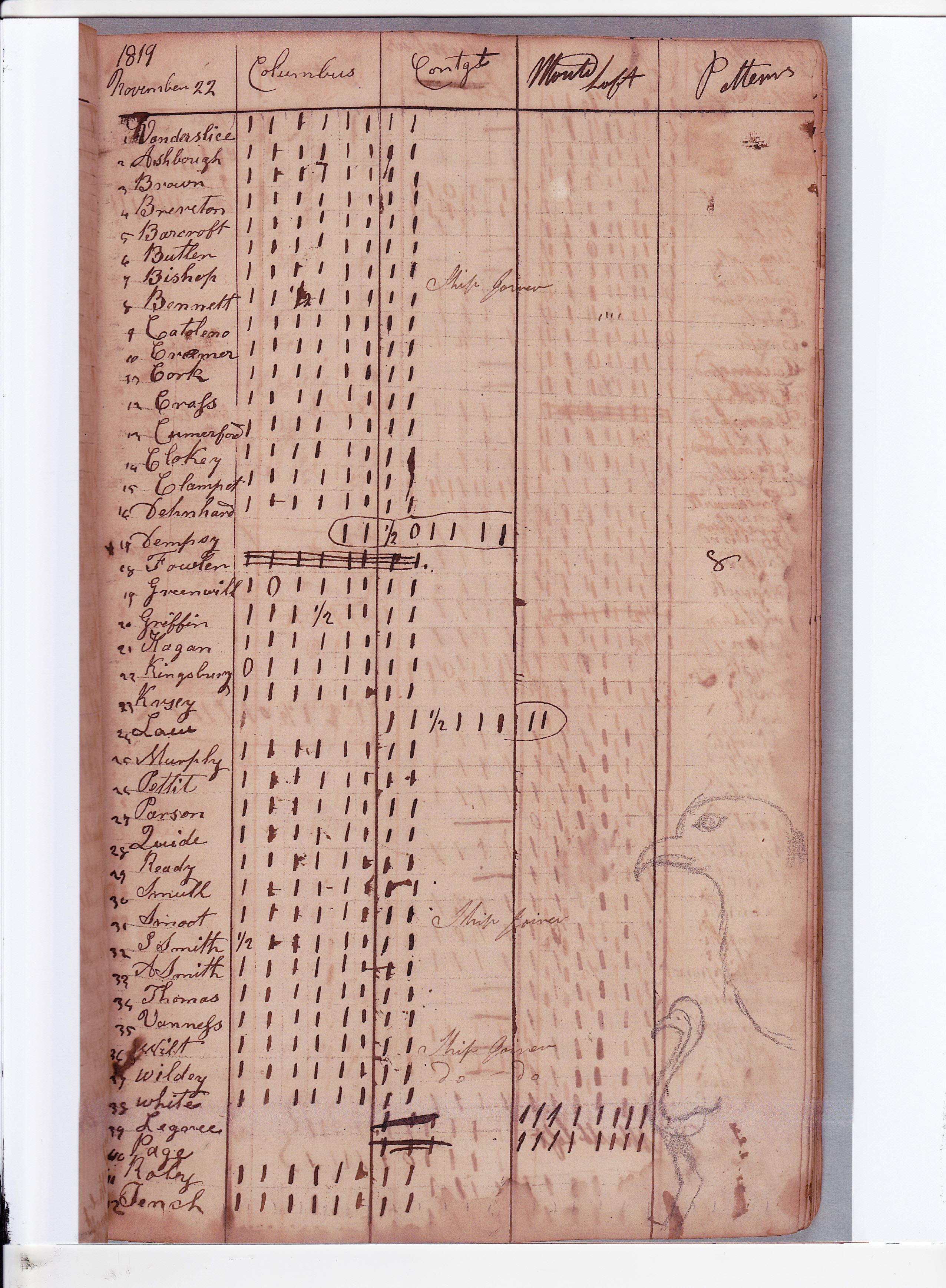
Il libro, datato 22 novembre 1819, elenca i tempi che i falegnami, i carpentieri, i carpentieri e i costruttori di navi hanno trascorso in diversi lavori. I progetti elencati includono il riadattamento della USS Congress, USS Columbia, il lavoro nel Mould Loft e la costruzione di "modelli". Nell'angolo in basso a destra c'è uno disegno di due uccelli di terra. Il libro potrebbe essere stato quello del primo dipendente della WNY William Easby (1791–1854) e fa parte della Collezione della biblioteca della Marina Militare.

Precedentemente all'approvazione della Legge Pendleton del 16 gennaio 1883, le richieste d'impiego al cantiere navale erano in gran parte basate informalmente su legami, mecenatismo e sotto influenze personali. Occasionalmente la scarsità di candidati richiedeva un annuncio pubblico; il primo annuncio di cui ci hanno le prove fu quella del Commodoro Thomas Tingey del 15 maggio 1815 "Ai fabbri ferrai, otto o dieci virtuosi battitori in grado di lavorare su grosse ancore e altri pesanti lavori navali troveranno impiego costante e paghe generose, facendo richiesta al cantiere navale di Washington". Successivamente alla guerra del 1812 il cantiere navale di Washington non recuperò più la sua importanza, in quanto complesso per la fabbricazione di navi. Le acque dell'Anacostia erano troppo poco profonde per accogliere le imbarcazioni più grandi ed il cantiere fu considerato troppo inaccessibile al mare aperto. In questo modo ci fu un cambio di destinazione d'uso del cantiere per più di un secolo: artiglieria e tecnologia.
Il cantiere navale si ampliò durante la decade successiva fino a diventare nel 1819 il maggior luogo di impiego a Washington D.C. con un numero totale approssimativo di 345 lavoratori. Nel 1819 Betsey Howard divenne la prima lavoratrice donna documentata al cantiere navale (e probabilmente nel servizio federale), seguita poco dopo da Ann Spieden. Entrambe furono impiegate in qualità di cocchiere e, al pari dei loro stessi uomini, impiegate a giornata a $1,54 al giorno, sia che lavorassero per l'intera giornata o per una parte di essa a seconda della richiesta. Durante la guerra civile la Marina assunse circa due dozzine di donne come sarte nel Dipartimento Materiale Militare, Reparto Laboratorio. Il Dipartimento produceva munizioni navali e polvere da sparo. Le donne cucivano sacchi di tela che venivano utilizzati per caricare l'artiglieria a bordo delle navi della Marina Militare. Esse cucivano anche bandiere per le navi. La maggior parte di queste lavoratrici erano pagate circa $1,00 al giorno. Il loro lavoro era pericoloso perché c'era sempre il rischio che una singola scintilla vagante innescasse la polvere da sparo o gli esplosivi, con risultati catastrofici come l'esplosione ed incendio del 17 giugno 1864 che uccise 21 giovani donne che stavano lavorando presso l'Arsenale dell'Esercito degli Stati Uniti di Washington
Durante la Seconda Guerra Mondiale il cantiere navale di Washington ebbe il suo picco d'impiego con più di 20.000 lavoratori civili comprendenti 1.400 donne lavoratrici al materiale militare.
Il cantiere fu anche leader nella tecnologia in quanto possedeva uno dei primi motori a vapore degli Stati Uniti. Il motore a vapore fu la meraviglia high-tech dei primi tempi del Distretto e spesso commentato da autori e visitatori. Samuel Batley Ellis, un immigrato inglese, fu il primo operatore addetto al motore a vapore e, nel 1810, venne pagato con un alto compenso di $2,00 al giorno. Il motore a vapore faceva funzionare le segherie e veniva usato per fabbricare ancore, catene e motori a vapore per le navi da guerra.
Lo sciopero operaio del 1835 al cantiere navale di Washington fu il primo sciopero degli impiegati civili federali. Lo sciopero, fallimentare, durò dal 29 luglio al 15 agosto del 1835. Lo sciopero fu organizzato per le condizioni di lavoro ed a sostegno di una giornata lavorativa di dieci ore.

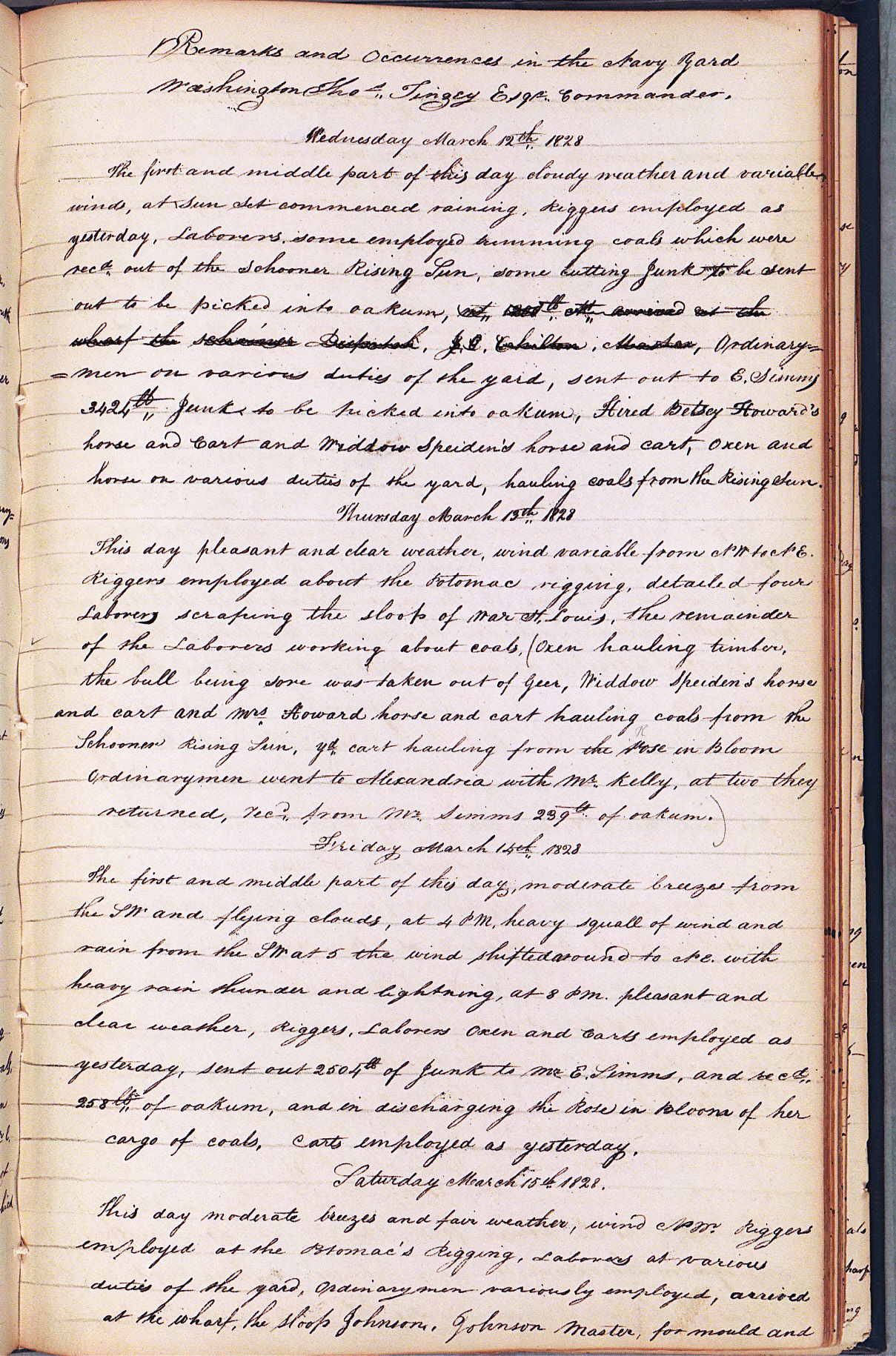
Diario di bordo del 12-13 marzo 1828, che elenca Betsey Howard e Widow Speiden come autisti di carrelli.

Per i primi trent'anni del XIX secolo il cantiere navale fu il principale Distretto d'impiego degli schiavi afroamericani. Il loro numero aumentò rapidamente e nel 1808 gli schiavi corrispondevano già ad un terzo della forza lavoro. Il numero dei lavoratori schiavi diminuì gradualmente nei seguenti trent'anni, sebbene gli afroamericani liberi ed alcuni schiavi rimasero una presenza vitale. Un personaggio di questo tipo, prima schiavo e poi uomo libero, fu Michael Shiner (1805–1880), il cui diario racconta la sua vita e il suo lavoro al cantiere navale per oltre mezzo secolo.
Esiste una documentazione riguardo alla manodopera degli schiavi, eufemisticamente chiamati "servants" (servitori), che continuarono a lavorare nelle fucine fino all'agosto 1861.

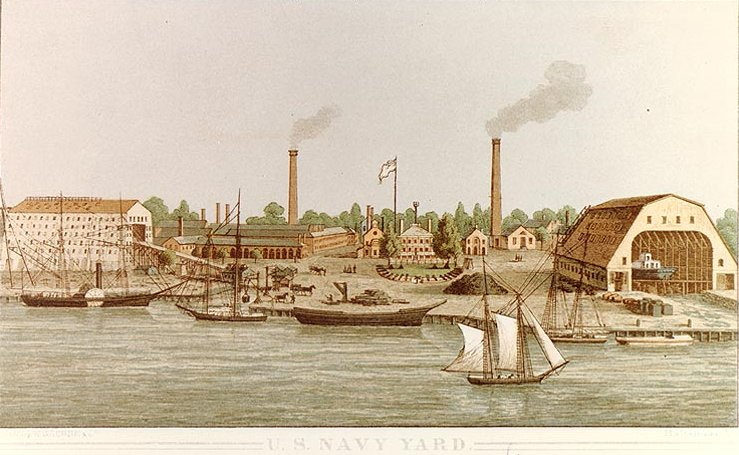
Litografia a colori del Washington Navy Yard el 1862.

Nel corso della Guerra Civile Americana il cantiere divenne ancora una volta parte integrante della difesa di Washington. Il comandante Franklin Buchanan rinunciò al suo incarico per unirsi alla Confederazione, lasciando il cantiere al comandante John A. Dahlgren. Il presidente Abraham Lincoln, che aveva grandissima stima di Dahlgren, fu un assiduo visitatore.
La celebre corazzata USS Monitor fu riparata al cantiere dopo la sua storica battaglia contro la CSS Virginia. 
I cospiratori dell'assassinio di Lincoln furono portati al cantiere dopo la loro cattura. Il corpo di John Wilkes Booth fu esaminato ed identificato con le apparecchiature della USS Montauk, ormeggiata al cantiere navale.

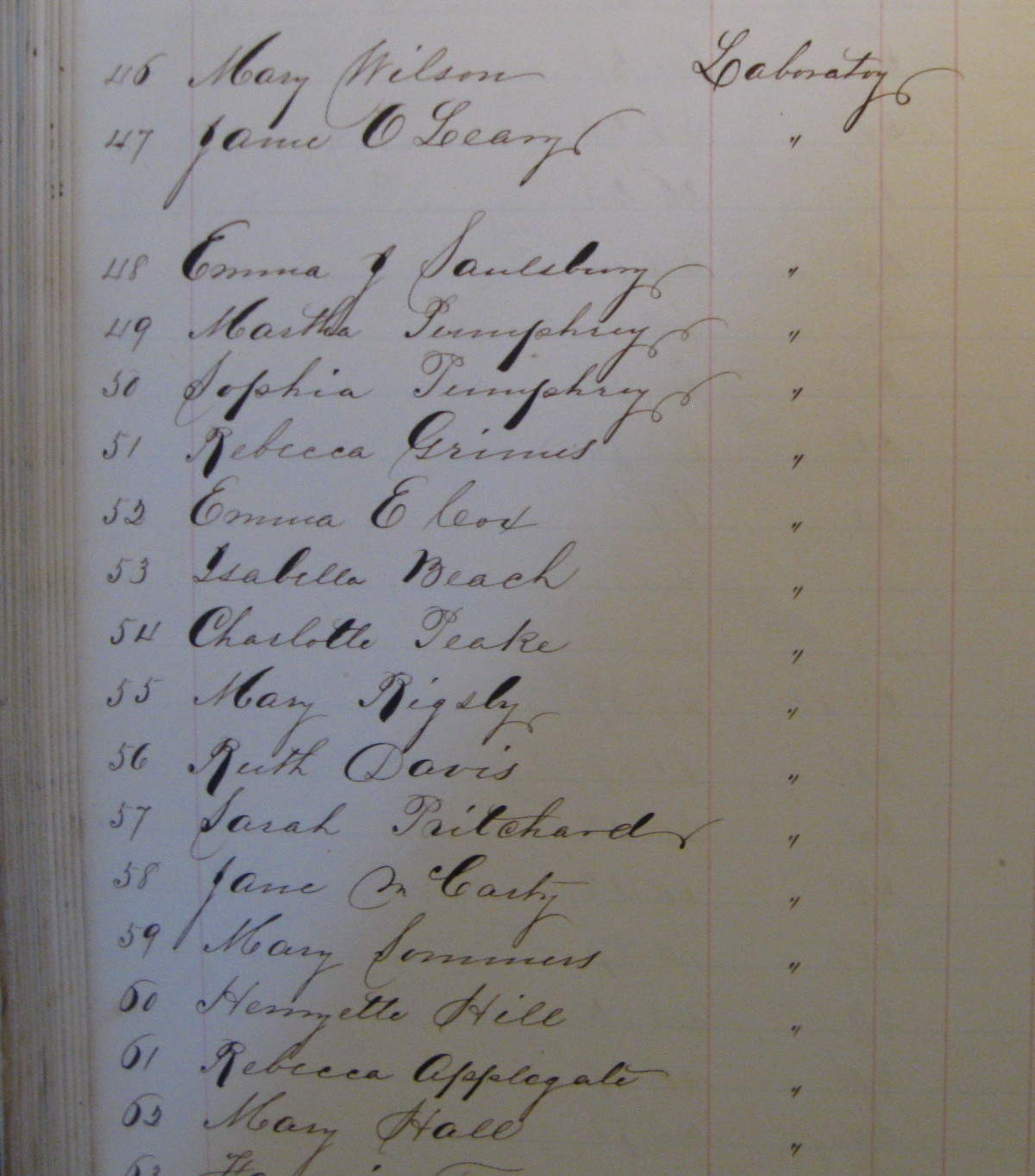
Il libro paga del Washington Navy Yard del maggio 1862 con gli operai del laboratorio (sarte) che cucivano borse di tela per la polvere da sparo e bandiere per le navi militari. La Guerra Civile fu la prima volta che i cantieri navali assunsero donne a tempo pieno in numero significativo.

Dopo la guerra il cantiere continuò ad essere lo scenario dei progressi tecnologici. Nel 1886 il cantiere fu designato come centro manifatturiero per tutti gli approvvigionamenti della Marina Militare. Il comandante Theodore F. Jewell fu il Sovrintendente della Fabbrica di Artiglieria Navale dal gennaio 1893 al febbraio 1896. La produzione di materiale militare continuò come cantiere per la fabbricazione di armamenti per il Great White Fleet e per la Marina Militare nella prima guerra mondiale. I cannoni navali da 14 pollici (360 mm) usati in Francia durante la Prima Guerra Mondiale erano prodotti al cantiere navale.

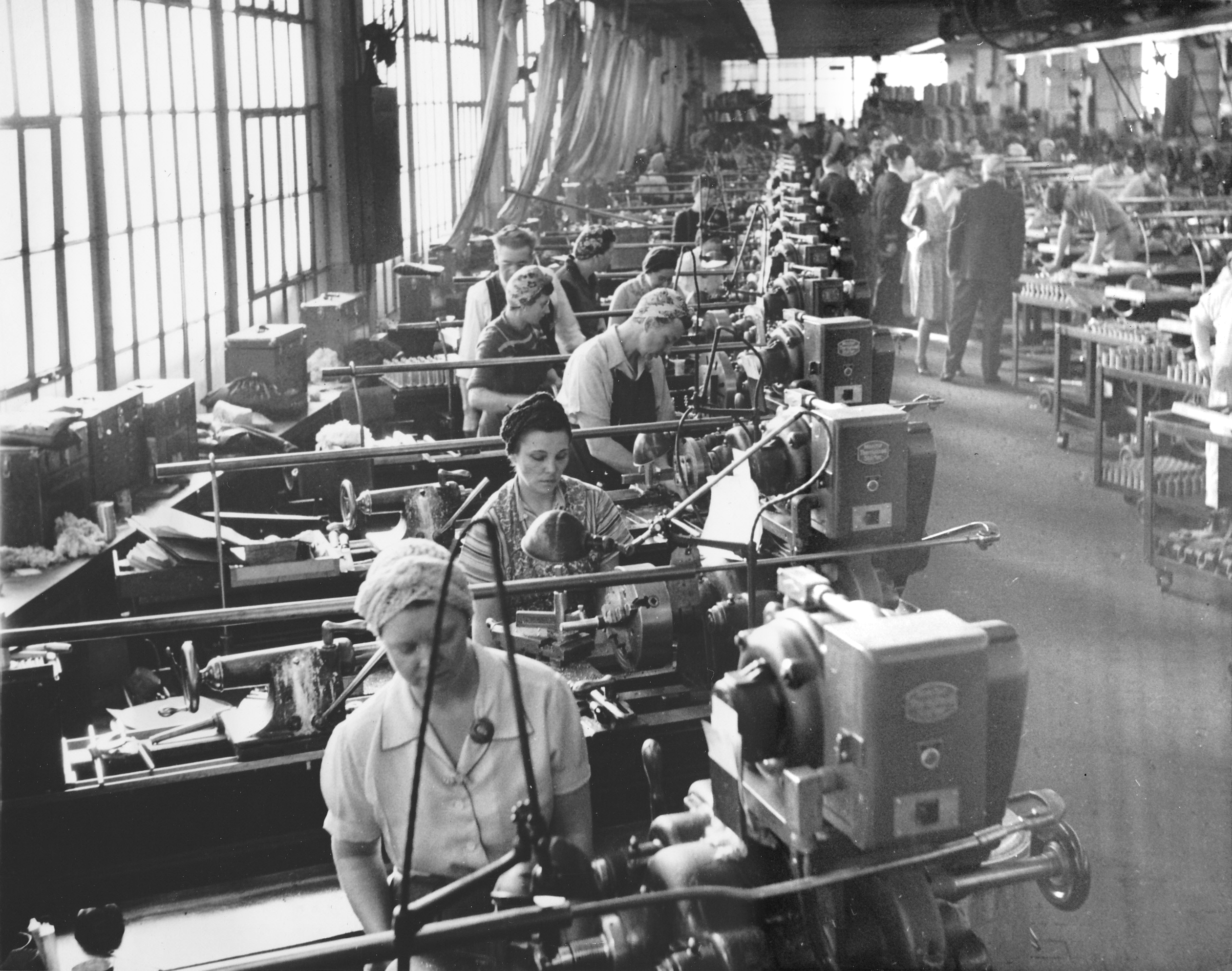
Durante la Seconda Guerra Mondiale il cantiere navale di Washington e la Fabbrica di Artiglieria Navale impiegavano per la prima volta donne in gran numero per lavori commerciali e artigianali. Questa immagine del 1º gennaio 1943 mostra le tornitrici.

Dalla Seconda Guerra Mondiale il cantiere divenne il più grande stabilimento di artiglieria navale al mondo. Le armi lì progettate e costruite furono utilizzate in ogni guerra che gli Stati Uniti combatterono fino agli anni sessanta. Al suo massimo storico il cantiere contava 188 edifici su 126 acri (0,5 km²) di terreno e dava lavoro a circa 25.000 persone. Qui venivano prodotti piccoli componenti per sistemi ottici ed enormi cannoni da 16 pollici (410 mm) per corazzate. Nel dicembre 1945 il cantiere fu rinominato "Fabbrica di Artiglieria Navale degli Stati Uniti" (U.S. Naval Gun Factory). La produzione di artiglieria proseguì per alcuni anni dopo la Seconda Guerra Mondiale fino alla definitiva dismissione graduale del 1961. Tre anni dopo, il 1º luglio 1964, l'attività fu ridestinata al cantiere navale di Washington. Gli edifici delle fabbriche abbandonate iniziarono ad essere convertiti ad uso ufficio. Nel 1963 la proprietà di 55 acri di edifici secondari del cantiere navale di Washington (la zona occidentale del cantiere che include il Building 170) fu trasferita alla General Services Administration.  I Cantieri (The Yards) a sud-est del centro federale fanno parte di questa precedente proprietà e includono attualmente il Quartier Generale del Dipartimento dei Trasporti degli Stati Uniti.
Il cantiere navale di Washington fu aggiunto al Registro Nazionale dei Luoghi Storici nel 1973 e riconosciuto con il National Historic Landmark (Luogo di riferimento storico nazionale) l'11 maggio del 1976. Fa parte del Distretto di Sviluppo del Business di Capitol Riverfront. Il cantiere fa anche parte del quartiere Navy Yard, conosciuto anche come Near Southeast. È collegato con la metropolitana attraverso la fermata Navy Yard-Ballpark sulla linea verde (Green Line).
Il Marine Corps Museum (Museo del Corpo dei Marines) venne collocato al primo piano del Marine Corps Historical Society, nell'edificio 58. È stato chiuso il 1º luglio 2005 nel corso della fondazione del National Museum of the Marine Corps (Museo Nazionale del Corpo dei Marines) vicino alla base del corpo dei Marines di Quantico. Il Cantiere è stato quartier generale del Centro Storico del corpo dei Marines. Quest'ultimo è stato spostato nel 2006 a Quantico.

### Cultura e progetti scientifici
Il cantiere navale di Washington fu teatro di molti sviluppi scientifici. Nel 1804, su richiesta del Presidente Thomas Jefferson, il fabbro Benjamin King costruì la prima toilette della Casa Bianca. L'architetto Benjamin Latrobe ricordò a King: “Come posso fare in modo che il Presidente degli Stati Uniti sia di buon umore nei suoi confronti per la toilette e il tetto laterale che avrebbe dovuto costruire? Si è duramente lamentato di lei per aver utilizzato il privilegio del Genio, ovvero dell’essere un po' negligente, contro di lui. Io conosco così bene la bontà del suo carattere che sono determinate, se possibile, a volere che egli discuta con noi ad ogni occasione di un argomento tanto osceno quanto quello di una toilette”. Nel 1805 King, sempre su ordine di Jefferson, costruì la prima autopompa (camion per pompieri) per la Casa Bianca. Nel 1822, il commodoro John Rodgers costruì la prima ferrovia marittima del paese per la revisione delle grandi navi. John A. Dahlgren sviluppò il suo caratteristico cannone a forma di bottiglia, che divenne il perno dell'artiglieria navale prima della Guerra Civile. Nel 1898, David W. Taylor sviluppò un bacino di prova per modelli di navi, che fu usato dalla Marina e dai costruttori navali privati per testare l'effetto dell'acqua sui nuovi progetti di scafo. La prima catapulta di aerei a bordo di una nave fu testata nel 1912 sul fiume Anacostia e nel 1916 nel cantiere navale fu completata una galleria del vento. I giganteschi ingranaggi per le chiuse del Canale di Panama furono fusi nel cantiere navale. I tecnici del Cantiere Navale applicarono i loro sforzi ai progetti medici per le protesi delle mani e agli stampi per gli occhi e i denti artificiali.
Il cantiere navale fu il primo quartiere industriale di Washington. Uno dei primi edifici industriali nelle vicinanze fu la Sugar House, una raffineria di zucchero strutturata in otto piani in mattoni costruita in Square 744 ai piedi della New Jersey Avenue tra il 1797 ed il 1798. Nel 1805 divenne il birrificio di Washington, che produsse birra fino alla sua chiusura nel 1836. Il sito della fabbrica di birra si trovava appena ad ovest del Canale della città di Washington, in quello che oggi è il parcheggio H/I nell'isolato tra il Nationals Park e la storica stazione di pompaggio dell'acqua di Washington.
Il cantiere navale di Washington spesso ha il ruolo di porta d'ingresso cerimoniale alla capitale della nazione. Fin dall'inizio, grazie alla sua vicinanza alla Casa Bianca, il cantiere navale fu il luogo di ricorrenti visite presidenziali. Il Registro della stazione del cantiere navale di Washington conferma molte di queste visite, per esempio quelle di John Tyler il 5 luglio 1841, James K. Polk il 4 marzo 1845, Franklin Pierce il 14 dicembre 1853 e Abraham Lincoln il 18 maggio 1861 e il 25 luglio 1861. Ci sono anche le iscrizioni per le delegazioni e le celebrità straniere, ad esempio il 7 settembre 1825 per il generale Lafayette, e il 15 maggio 1860 per la visita della prima ambasciata giapponese. Qui fu deposto il corpo del Milite Ignoto della prima guerra mondiale. Charles A. Lindbergh tornò al cantiere navale nel 1927 dopo il suo famoso volo transatlantico.
Durante la Guerra Civile un piccolo numero di donne lavorarono al cantiere navale come sarte, che cucivano borse di tela per la polvere da sparo e tra cui erano presenti anche le cosiddette flag maker. Le donne entrarono nuovamente a far parte della forza lavoro nel XX secolo un numero significativo durante la Seconda Guerra Mondiale, dove lavoravano presso la fabbrica di armi della Marina per la fabbricazione di munizioni. Dopo la guerra la maggior parte di esse furono congedate, ma gradualmente le donne aumentarono la loro presenza in posizioni dirigenziali, manageriali, amministrative, tecniche e clericali.
Dal 1984 al 2015, la disattiva USS Barry (DD-933) fu una nave museo presso il cantiere navale di Washington come "Display Ship Barry" (DS Barry). La Barry fu spesso utilizzata per le cerimonie di cambio di comando per i comandi navali della zona. A causa del calo dei visitatori della nave, dei costosi lavori di ristrutturazione richiesti e dei piani del Distretto per la costruzione di un nuovo ponte che la intrappolasse nel fiume Anacostia, la Barry fu portata via durante l'inverno 2015-2016 per la demolizione.  La Marina degli Stati Uniti fece una cerimonia ufficiale di partenza per la nave il 17 ottobre 2015.
Oggi, il Cantiere della Marina ospita una varietà di attività. Utilizzato come quartier generale, il Distretto Navale di Washington ospita numerose attività di supporto per la flotta e l'aeronautica. Il Navy Museum accoglie i visitatori della Navy Art Collection e le sue esposizioni di arte e manufatti navali, che ripercorrono la storia della Marina dalla Guerra d'Indipendenza ai giorni nostri. Il Comando del Patrimonio e della Storia Nautica è ospitato in un complesso di edifici noto come centro di storia navale di Dudley Knox. Il Leutze Park è invece teatro di cerimonie colorate.

### La sparatoria del 2013
Il 16 settembre 2013 si svolse una sparatoria presso il cantiere navale. Furono sparati dei colpi al quartier generale per l'edificio del Quartier Generale dei Comandi Navali n.197. Rimasero ferite quindici persone, tra cui 13 civili, un agente di polizia di Washington ed un ufficiale della base. Tra questi dodici morti dalla Marina degli Stati Uniti e dalla polizia di Washington.  I funzionari dissero che l'uomo armato, Aaron Alexis, un civile di 34 anni del Queens, New York, fu ucciso durante uno scontro a fuoco con la polizia.

## Operazioni
Il Cantiere ha il ruolo di centro cerimoniale e amministrativo per la Marina degli Stati Uniti, sede del Capo delle Operazioni Navali, ed è il quartier generale del Comando dei Sistemi Marini Navali, dei Reattori Navali, del Comando di Ingegneria delle Strutture Navali, del Centro Storico Navale, del Dipartimento di Storia Navale, dei Corpi Generali Giudiziari della Marina Militare americana , della Banda della Marina degli Stati Uniti, del Comando Militare della Marina degli Stati Uniti e di numerosi altri comandi navali. Si trovano presso la struttura anche un certo numero di Residenze per gli Ufficiali.

### Edificio 126
L'edificio 126 si trova vicino al fiume Anacostia, all'angolo nord-est delle vie 11 e Sud-Est. L'edificio ad un piano, costruito tra il 1925 e il 1938, è stato recentemente ristrutturato per essere un edificio zero net energy (NET), come del progetto dimostrativo sull'energia del cantiere navale di Washington. Le caratteristiche includono due turbine eoliche, cinque pozzi geotermici, un sistema di accumulo dell'energia a batteria, 132 pannelli solari fotovoltaici da 235 kW e finestre in vetro commutabile elettrocromatico.
Sebbene sia stato inventariato e determinato idoneo per l'iscrizione nel Registro Nazionale dei Luoghi Storici, attualmente non fa parte di un distretto esistente. Fino al 1950, l'edificio 126 fungeva da lavanderia della stazione di ricezione. In seguito è servito come sede della stazione di polizia del cantiere navale di Washington. Attualmente, funge da centro visitatori per il cantiere.

## Gallery

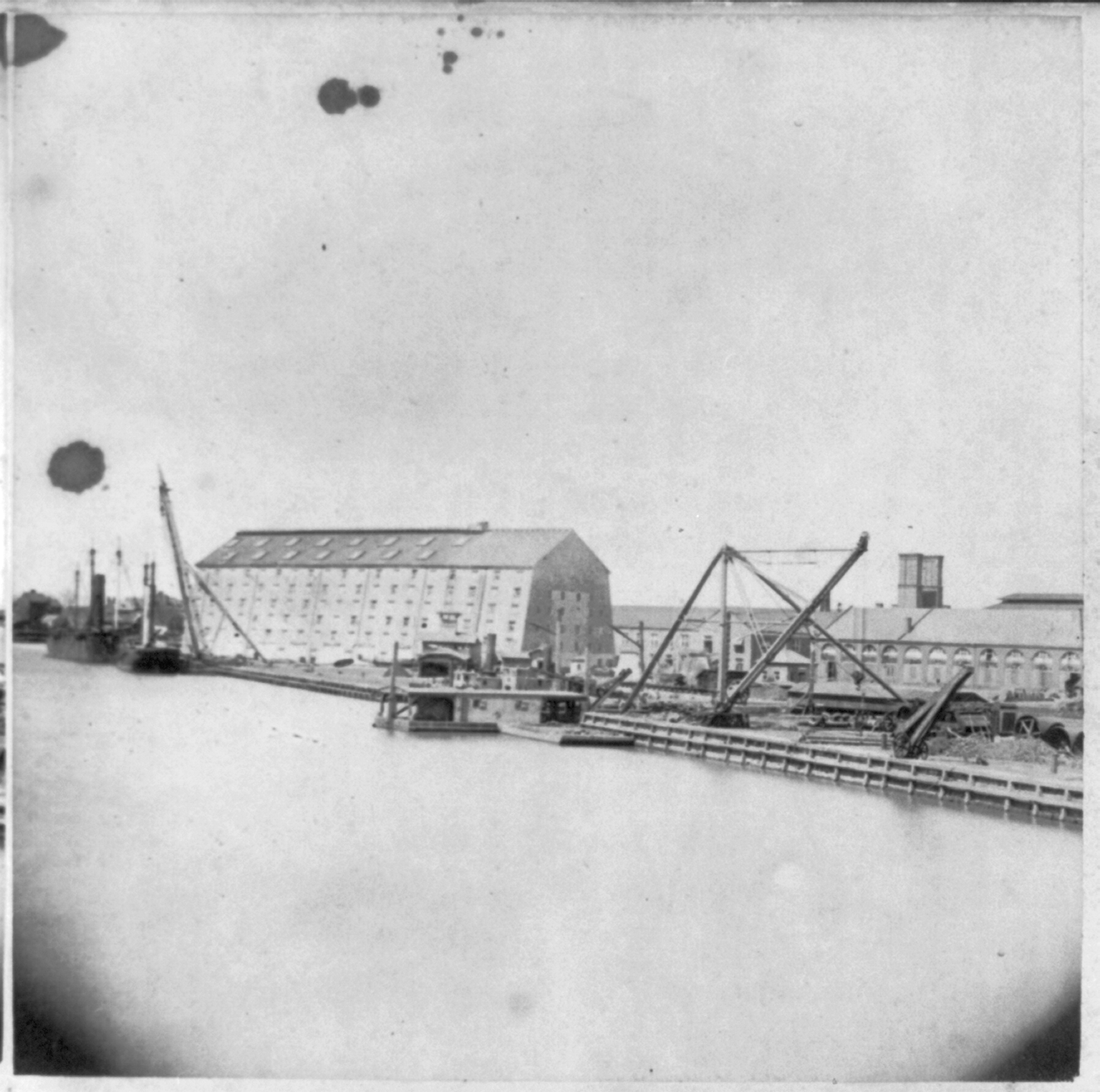
Vista del dock del Washington Navy Yard, circa 1867
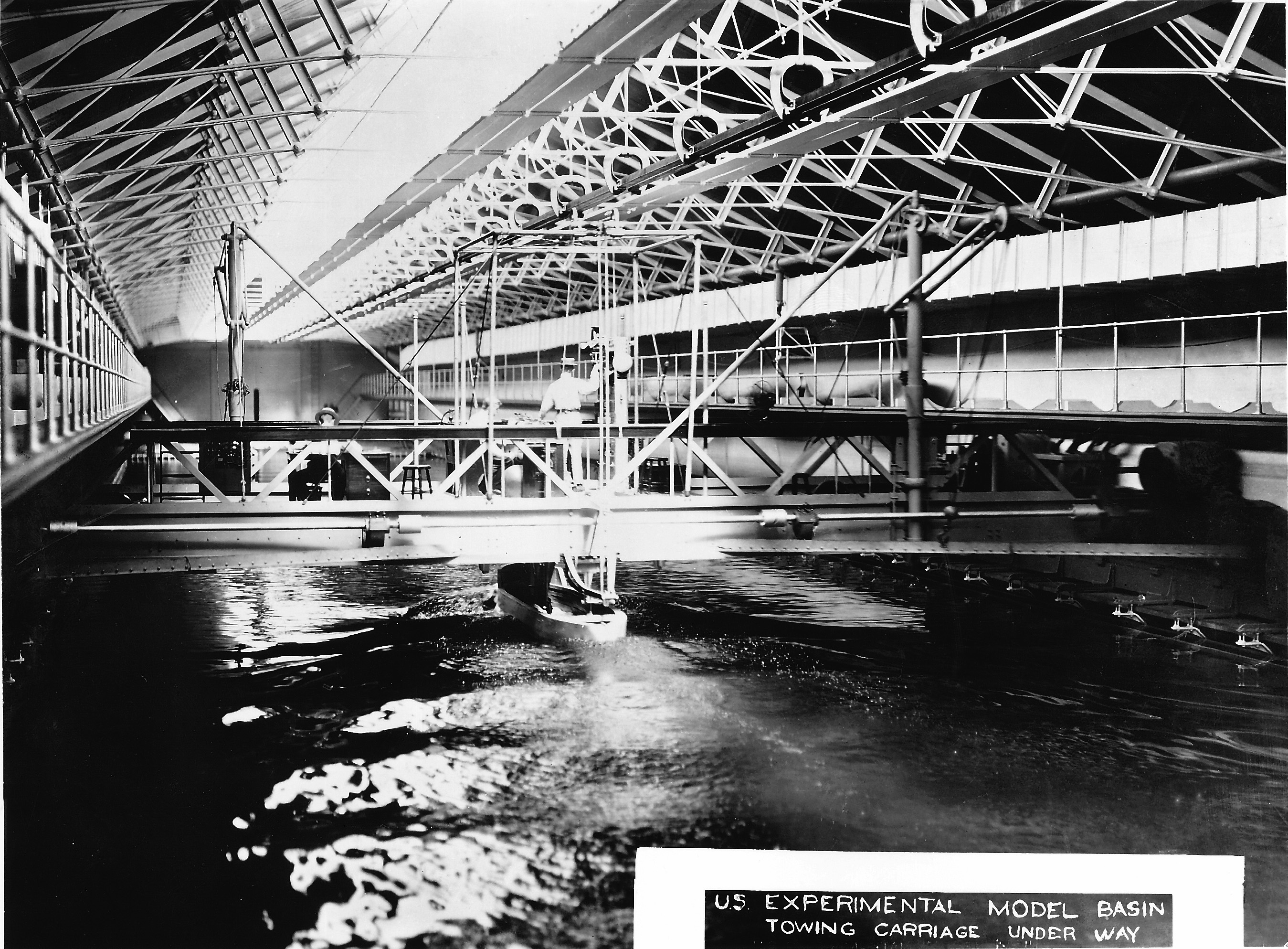
Bacino di prova dei modelli sperimentali, circa 1900
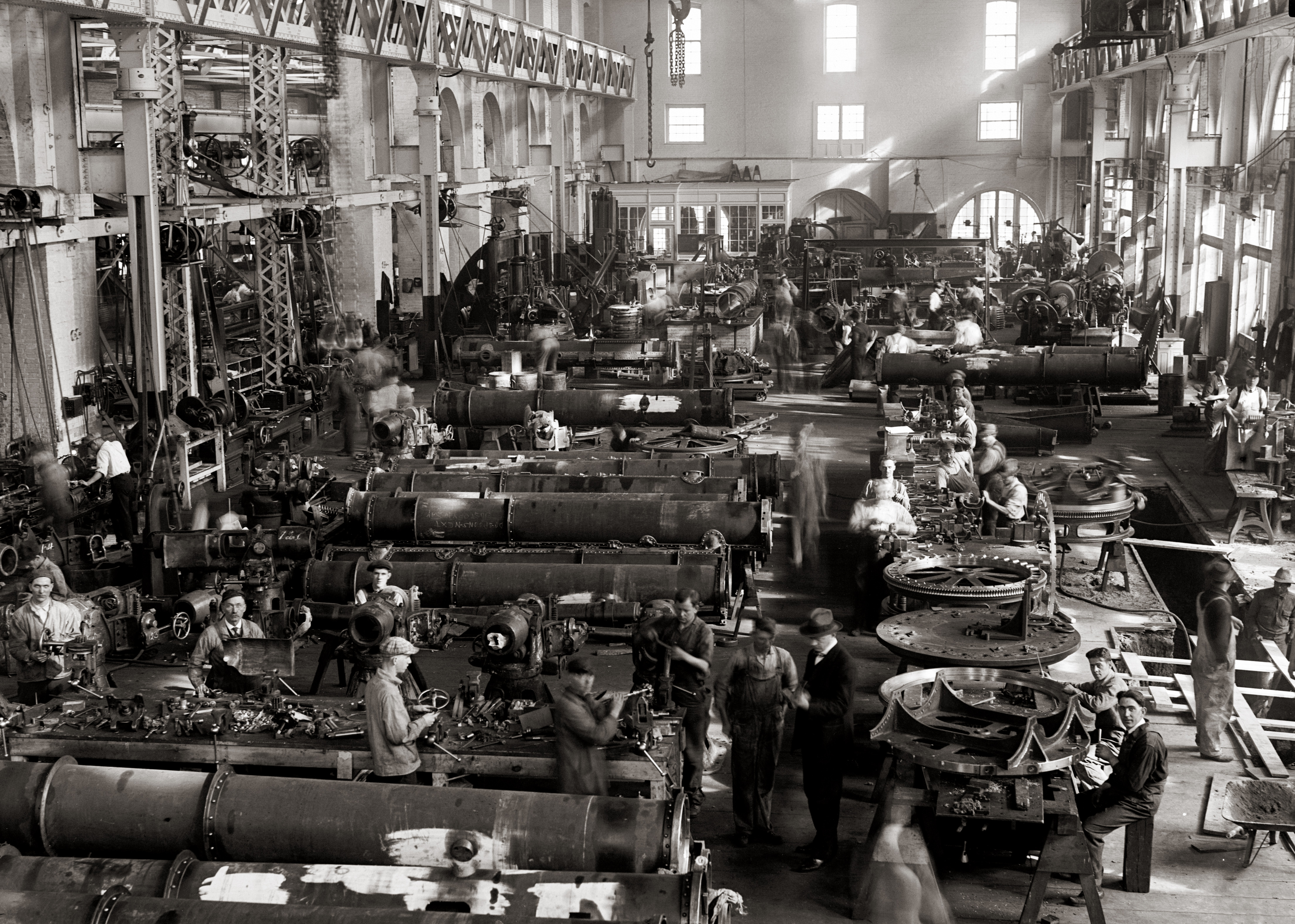
Reparto siluri al Washington Navy Yard, circa 1917
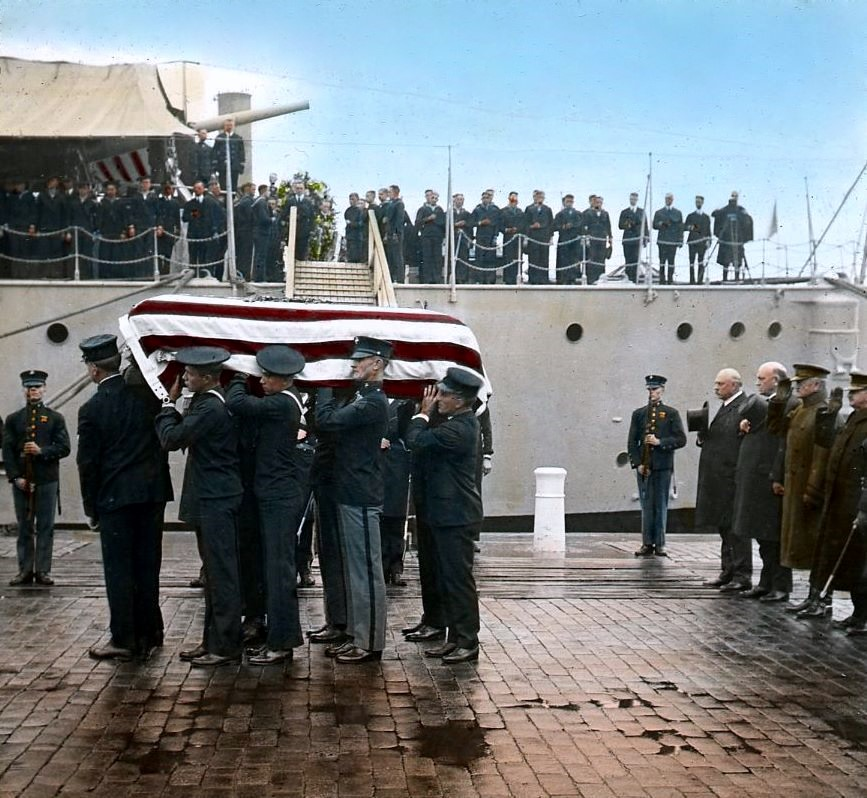
Il Milite Ignoto della Prima Guerra Mondiale in arrivo al Washington Navy Yard, circa 1921 (colorata)
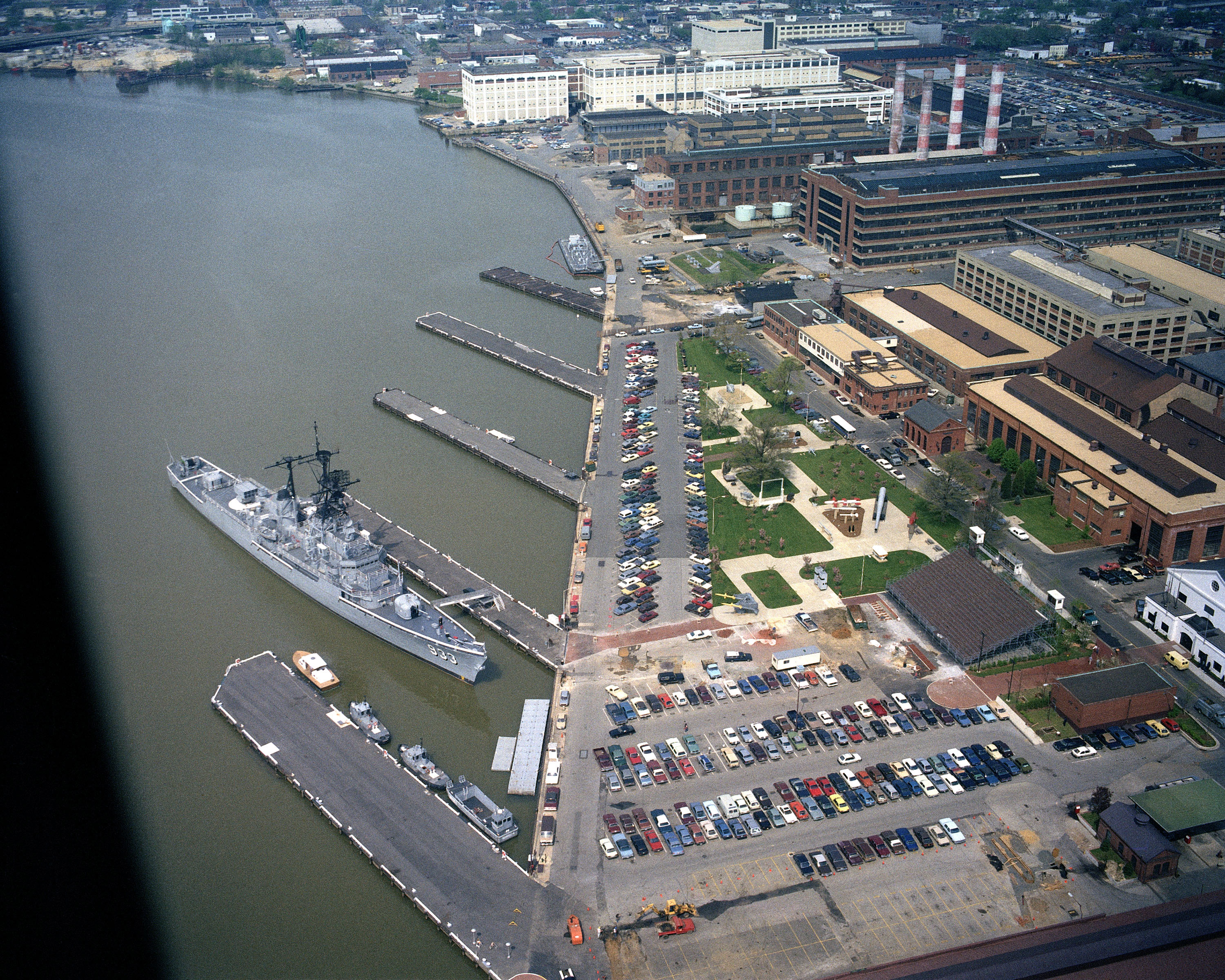
Vista aerea del cacciatorpediniere USS Barry (DD-933) attraccato al Washington Navy Yard, 15 April 1984